# Istoria Albaniei

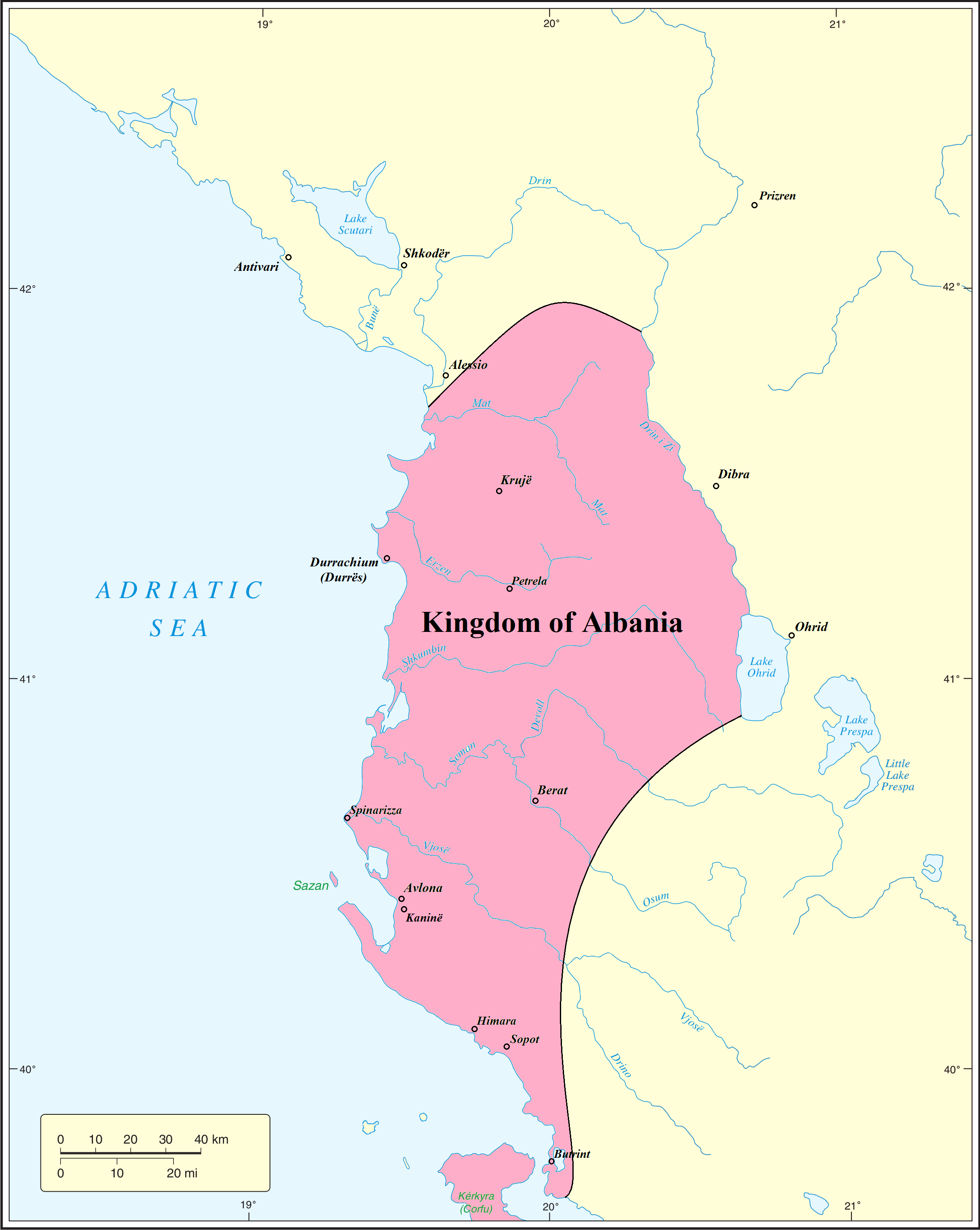
Regatul Albaniei la întinderea sa maximă (1272–1274).

Istoria Albaniei începe din faza preistorică, 3000 ani î.Hr., cu înregistrări timpurii ale Iliriei în istoriografia greco-romană. Teritoriul modern al Albaniei nu are corespondent în antichitate, cuprinzând părți din provinciile romane Dalmația (sudul Iliric), Macedonia (în special Epirus Nova) și Moesia Superior. Teritoriul a rămas sub control roman (bizantin) până la migrațiile slave din secolele V-VII și a fost integrată în Imperiul Bulgar, în secolul al IX-lea.
În aria cunoscută astăzi ca Albania au existat oameni de la începutul istoriei. Primii locuitori ai regiunii făceau parte dintr-un grup pre-indo-european care ocupa coasta mediterană. Aceste grupuri au lăsat doar puține rămășițe fizice, care sunt concentrate în ariile coastei. Triburi proto-elenice au înlocuit aceste popoare în Grecia, sudul Macedoniei și sudul Albaniei. Acest proces a fost completat în al doilea deceniu î.Hr. și nu a afectat părțile nordice și centrale ale Albaniei, o arie marcată de un vacuum (vid) politic în această perioadă. Istoriografii propun diverse variante pentru originea ilirilor. Unii insistă că ilirii sunt descendenții poporului pre-indo-european pelasgian, însă majoritatea savanților insistă că ei au făcut parte dintr-un val ulterior de invazii indo-europene. Prezența lor poate fi identificată începând cu 900 î.e.n. Cultura greacă a fost influențată de cultura iliră. Unele colonii ilire antice au existat pe teritoriul de azi al Albaniei. Sunt mai multe teorii despre originea albanezilor. Într-una din ipoteze, I.I. Russu consideră că albanezii au emigrat din nord-estul Traciei către spațiul de astăzi al Albaniei și că nu există nicio legătură între iliri și albanezii de astăzi. Însă și ipoteza traco-dacică a lui I.I. Russu este contestată, deoarece această ipoteză este contrazisă de faptul că nu există urme și înregistrări scrise care să ateste o migrație și o prezență majoră a traco-dacilor pe teritoriul actual al Albaniei.
După ce regiunea a fost cucerită de către Imperiul Roman, Iliria a fost reorganizată ca o provincie romană, Illyricum, care apoi a fost reorganizată în Dalmația și Panonia, majoritatea teritoriului de azi al Albaniei fiind inclus în Dalmația. Mai târziu, regiunea a fost controlată de Imperiul Bizantin. După mai multe secole, numele Illyria a început să fie utilizat mai rar pentru a denumi regiunea. În evul mediu, numele Albania a început să fie întrebuințat mai des în raport cu regiunea Albaniei moderne. O parte a orașelor de-a lungul coastei albaneze (Durazzo, Scutari și Dagnum) au ajuns în posesie venețiană. Între 1447–1448 a avut loc Războiul Albano-Venețian. Teritoriul Albaniei a devenit o parte a Imperiului Otoman în 1478, după o perioadă îndelungată de rezistență militară sub comanda lui Gjergj Kastrioti Skanderbeg, eroul național al Albaniei.
După primul război balcanic, Albania și-a declarat independența față de Imperiul Otoman în 1912, devenind un principat. După 1928, țara a fost condusă de către Regele Zog I până în 1938 când a devenit o posesiune a Italiei.
Comuniștii au preluat controlul țării în timpul celui de-al doilea război mondial în noiembrie 1944, sub liderul rezistenței, Enver Hoxha. Din 1945 până în 1990 Albania a avut unul din cele mai represive guverne din Europa. Partidul comunist a fost creat în 1941 susținut de către Uniunea Partidelor Bolșevice. Toți care s-au opus partidului au fost eliminați. Enver Hoxha a devenit liderul acestui partid. Pe cursul mai multor decenii, Hoxha a creat și a distrus relații cu Belgrad, Moscova, și China, mereu în intersul său propriu. Țara a fost izolată, întâi de vest și apoi chiar și de estul comunist.
În 1985, Enver Hoxha a murit și Ramiz Alia l-a înlocuit. Inițial, Alia a încercat să urmeze calea lui Hoxha, însă în Europa de est schimbări profunde deja se începuseră: Mihail Gorbaciov a apărut în Uniunea Sovietică cu glasnost și perestroika. Regimul totalitar a fost presat de către Statele Unite, Europa și opoziția poporului. După ce Nicolae Ceaușescu a fost executat în Revoluția din 1989, Alia a înțeles că el putea să fie următorul dacă nu implementa schimbări radicale. El a semnat Tratatul de la Helsinki (care fusese semnat de către alte țări în 1975) care garanta unele drepturi umane. El a permis pluralismul politic, și cu toate că partidul său a câștigat în alegerile din 1991, era clar că schimbările nu pot fi oprite. În alegerile generale din 1992, Partidul Democrat a luat 62% din voturi.
În alegerile generale din iunie 1996, Partidul Democrat a încercat să câștige o majoritate absolută și a manipulat rezultatele. În 1997, frauda a șocat întregul guvern și s-au început proteste. Multe orașe au fost controlate de către cetățeni înarmați. Această anarhie și rebeliune a permis Partidului Socialist să câștige alegerile din 1997.
Totuși stabilitatea nu s-a întors imediat în anii după protestele din 1997. Lupta pentru putere în interiorul Partidului Socialist a condus la o serie de guverne cu scurtă durată. În 1998 și 1999 mii de refugiați din Kosovo au intrat în Albania. În iunie, 2002, un candidat de compromis, Alfred Moisiu, un fost general și ministru al apărării, a fost ales urmașul Președintelui Meidani. În alegerile parlamentare din iulie 2005, Sali Berisha, liderul Partidului Democrat a revenit la putere, în mare parte datorită luptelor interne ale socialiștilor și a unei serii de scandaluri despre corupția guvernului socialist al lui Nano.
Începând cu anul 1990, Albania se orientează înspre vest, fiind acceptată în Consiliul Europei și cerând statut de membru în NATO. Mulți muncitori albanezi continuă să emigreze în Grecia, Italia și America de Nord. Albania, la fel ca și alte state ex-comuniste, se află la moment într-o stare de tranziție de la un guvern totalitar și o economie controlată de stat la o piață liberă și un sistem de guvernare democratic.